# Deudorix dohertyi
Deudorix dohertyi är en fjärilsart som beskrevs av Charles Oberthür 1894. Deudorix dohertyi ingår i släktet Deudorix och familjen juvelvingar. Inga underarter finns listade i Catalogue of Life.